# Claudine Mendy
Claudine Mendy ([født 8. januar 1990 i Mantes-la-Jolie, Frankrig) er en fransk håndboldspiller, der spiller for Bourg-de-Péage Drôme Handball og tidligere Frankrigs kvindehåndboldlandshold. Hun har tidligere spillet for Metz Handball, Alba Fehérvár KC, ŽRK Budućnost og Issy Paris Hand i en enkelt sæson.
Hun deltog ved VM i håndbold 2009 i Kina, hvor Frankrig vandt sølv.